# ポプラキミノベル
『ポプラキミノベル』とは、株式会社ポプラ社が発行・発売を行う児童書レーベルである。
2021年3月創刊。

## 概要
「キミとつながる、エンタメノベル文庫」と銘打ち、デジタル社会に合わせて店頭だけでなく、WebやSNS上でのコミュニティを活性化させていくことを方針にしている。情報発信や意見交換をおこなう場を増やし、読者と双方向でコミュニケーションを取ることも、目標の一つとしている。

## ライトノベルとの違い
主にライトノベル作は扱っていない（2022年2月時点）。だが、ライトノベルジャンルでヒット作を生み出してきた小説サイト作家の意欲作も扱っている。

## 刊行ラインナップ

### SF作品
・『時空レスキュー鉄火!』シリーズ　向井湘吾・作／にかみ・絵
　・『時空レスキュー鉄火! ねらわれた万有引力』
　・『時空レスキュー鉄火! まどわしの百鬼夜行』
　・『時空レスキュー鉄火! 運命の日記とキセキの砂時計』
・『バック・トゥ・ザ・フューチャー』　ロバート・ゼメキス・監督／近江屋一朗・文／岩本ゼロゴ・絵
・『コトダマ!』シリーズ　田丸雅智・作／北風友裕・絵
　・『コトダマ!①絶体絶命! クグツとの戦い』
　・『コトダマ!②新たな出会いと強敵襲来!』
・『E.T. THE EXTRA-TERRESTRIAL』　スティーブン・スピルバーグ・監督英雄飛・文
・『私は存在が空気』　中田永一・作／新井陽次郎・絵

### オカルト・ホラー作品
・『図書室の怪談』シリーズ　緑川聖司・作／浮雲宇一・絵
　・『図書室の怪談 悪魔の本』
　・『図書室の怪談 死者の本』
　・『図書室の怪談 黄泉の本』
　・『図書室の怪談 魔女の七不思議』
　・『図書室の怪談 闇の図書室』
・『サイキッカーですけど、なにか?』シリーズ　石崎洋司・作／クノオ・絵
　・『サイキッカーですけど、なにか?①ようこそ、ウラ部活へ!?』
　・『サイキッカーですけど、なにか?②黒ミサは放課後に!?』
　・『サイキッカーですけど、なにか?③ウラ部活 VS ウラ生徒会!?』
　・『サイキッカーですけど、なにか?④超能力バトル・ロワイヤル!?』
　・『サイキッカーですけど、なにか?⑤さよなら、ウラ部活!?』
・『幽霊お悩み相談室』シリーズ　高木敦史・作／鈴木マナツ・絵
　・『幽霊お悩み相談室①見える、聞こえる、とり憑かれる?』
　・『幽霊お悩み相談室②幽霊屋敷の転校生!?』
　・『幽霊お悩み相談室③ドキドキ料理バトル! 審査員はグルメ幽霊!?』

### コミックノベライズ作品
・『小説　魔入りました！入間くん』シリーズ　西修・原作＆絵／針とら／文
　・『小説 魔入りました!入間くん①悪魔のお友達』
　・『小説　魔入りました!入間くん②入間の決意』
　・『小説　魔入りました!入間くん③師団披露』
　・『小説　魔入りました!入間くん④アクドルくろむちゃんとアメリの決断』
　・『小説　魔入りました!入間くん⑤問題児でいこうぜ』
　・『小説　魔入りました!入間くん⑥ウォルターパーク』
　・『小説　魔入りました!入間くん⑦悪魔学校からの特別指令』
　・『小説　魔入りました!入間くん⑧収穫祭、スタート!』
　・『小説　魔入りました!入間くん⑨若き魔王の冠』

### コメディ作品
・『クリエイティ部!』シリーズ　みずのまい・作／卯花つかさ／絵
　・『クリエイティ部!①イケメンプロデュース大作戦!!』
　・『クリエイティ部!②仮装マラソンで想いよ届け!』
　・『クリエイティ部!③相方に片想い!? 全力お笑いラブバトル!』
　・『クリエイティ部!④真夏のラクガキ大冒険!』

### ディストピア作品
・『セカイのハテナ』シリーズ　藤咲あゆな・作／岩崎美奈子・絵
　・『セカイのハテナ』
　・『セカイのハテナ②時の方舟』
　・『セカイのハテナ③ラストチルドレン』

### ノベライズ作品
・『ラブオールプレー』シリーズ　小瀬木麻美・原作／文
　・『ラブオールプレー①青色のつむじ風』
　・『ラブオールプレー②太陽の背中』
　・『ラブオールプレー③交わる翼』
　・『ラブオールプレー④新緑の季節』

### ノンフィクション作品
・『キミノベル版 北里大学獣医学部犬部!』

### バトル作品
・『花舞鬼の剣!』シリーズ　篠田恵・作／煮たか・絵
　・『花舞鬼の剣! 壱 俺の兄は鬼になった』
　・『花舞鬼の剣! 弐 愛しい人よ、もう一度』
　・『花舞鬼の剣! 参 刀がつなぐ兄弟の絆』
・『歴史ゴーストバスターズ』シリーズ　あさばみゆき・作／左近堂絵里・絵
　・『歴史ゴーストバスターズ①最強×最凶コンビ結成!?』
　・『歴史ゴーストバスターズ②ライバル登場!? ドキドキ合宿!』
　・『歴史ゴーストバスターズ③狐屋のひみつとキケンな三角関係!?』
　・『歴史ゴーストバスターズ④歴女失格!? お泊まり会で大波乱の夏休み!』
　・『歴史ゴーストバスターズ⑤おまもりのクシと二人のきずな』
　・『歴史ゴーストバスターズ⑥消えてくれるな、コオリくん！』
　・『歴史ゴーストバスターズ⑦新時代の字消士、大集結！』
　・『歴史ゴーストバスターズ⑧眠りの御子と雪の字消士』

### ファンタジー作品
・『かがみの孤城』シリーズ　辻村深月・作／村山竜大・絵
　・『かがみの孤城　上』
　・『かがみの孤城　下』
・『まもってあげたい!』シリーズ　宮下恵茉・作／たま・絵
　・『まもってあげたい! 運命の相手は鬼男子!?』
　・『まもってあげたい!②わたしの中の記憶』
　・『まもってあげたい!③過去と現在、そして未来へ』
・『ルーカス魔法塾池袋校』シリーズ　蒼月海里・作／himaro　絵
　・『ルーカス魔法塾池袋校 入塾者募集中!』
　・『ルーカス魔法塾池袋校②幻獣学特別授業!』
　・『ルーカス魔法塾池袋校③天使の課外授業!?』
　・『ルーカス魔法塾池袋校④禁断のゴーレム製造』
・『マリカと魔法の猫ボンボン』シリーズ　天野頌子・作／玖珂つかさ・絵
　・『マリカと魔法の猫ボンボン あたし、ネコになっちゃいました!』
　・『マリカと魔法の猫ボンボン②錬金術師の塔の秘密』
・『星の王子さま』サン・テグジュペリ・作／加藤かおり・訳／矢部太郎・絵
・『超人物伝　紫式部　毎日が楽しくなる、天才作家の神格言！』あさばみゆき・作／純太・絵

### ミステリー作品
・『世界の名探偵』シリーズ　作者多数のため掲載不能
　・『世界の名探偵①デュパン』
　・『世界の名探偵②ホームズ』
　・『世界の名探偵③ルパン』
・『撮影中につきおしずかに!』シリーズ　にかいどう青・作／サコ・絵
　・『撮影中につきおしずかに!①特殊効果に魔法少々』
　・『撮影中につきおしずかに!②仲なおりに効く魔法』
・『探偵部におまかせください!』シリーズ　雪宮鉄馬・作／naoto・絵
　・『探偵部におまかせください!①』
　・『探偵部におまかせください!②』
　・『探偵部におまかせください!③』
　・『探偵部におまかせください!④』

### ラブコメ作品
・『オン・ステージ!』シリーズ　高田由紀子・作／アサダニッキ・絵
　・『オン・ステージ!①あいつはナイショの幽霊部員!?』
　・『オン・ステージ!②邪悪な影に気をつけろ!?』
　・『オン・ステージ!③アブナイ夏合宿とラスト・コンクール!』
・『キャラ変! ドS男子になったら超絶毒舌女子と仲良くなった件』　清水セイカ・作／ウミノモクズ・絵
・『桧山先輩はわたしの〇〇！』シリーズ　高杉六花・作／ゆにしま獏・絵
　・『桧山先輩はわたしの○○！〈１〉幼なじみはトリプルフェイス！？』
　・『桧山先輩はわたしの○○！〈２〉ライバル登場で先輩とはなればなれ！？』
・『初恋タイムリミット』シリーズ　やまもとふみ・作／那流・絵
　・『初恋タイムリミット　今日からふたりはパートナー⁉』
　・『初恋タイムリミット　ライバル登場⁉ちょっと待った！で変わるミライ』
・『マリ×トラ事件ファイル』シリーズ　花井有人・作／葛西尚・絵
　・『マリ×トラ事件ファイル₍1₎届いた依頼はラブレター⁉』
　・『マリ×トラ事件ファイル₍2₎キミにはヒミツの初恋推理』
　・『マリ×トラ事件ファイル₍3₎怪盗部からの挑戦状』

### 世界の名作
・『十五少年漂流記』　ジュール・ヴェルヌ・作／山本知子・訳／ソノムラ・装画／森川泉・挿絵
・『ドクター・ドリトル　アフリカへゆく』ヒュー・ロフティング・作／杉田七重・訳／帆・絵
・『トム・ソーヤーの冒険』マーク・トウェイン・作

### 学園作品
・『あなたがくれたスパークル』清谷ロジィ・作／岩ちか・絵
・『坊っちゃん』　夏目漱石・作／ふすい・絵
・『ようこそ! たんぽぽ書店へ』シリーズ　市宮早記・作／ななミツ・絵
　・『ようこそ! たんぽぽ書店へ』
　・『ようこそ! たんぽぽ書店へ②届いた手紙』
　・『ようこそ! たんぽぽ書店へ③なくなった日記』
　・『ようこそ! たんぽぽ書店へ④三人の新しいページ』
・『恋愛寮においでよ☆』シリーズ　麻井深雪・作／池田春香・絵
　・『恋愛寮においでよ☆』
　・『恋愛寮においでよ☆ パンケーキは甘い恋の味!?』
　・『恋愛寮においでよ☆ カレシのフリ大作戦』
　・『恋愛寮においでよ☆ スパイ疑惑は恋のはじまり!?』

## レーベルソング
・『ソレカラ』作詞・作曲・編曲：水野あつ、歌唱：花譜
・『それを世界と言うんだね』作詞・作曲・編曲：カンザキイオリ、歌唱：花譜
いずれも、キミノベルのアンバサダーを務めた花譜が歌唱している。

## WEBラジオ
・『キミノラジオ ～放課後ペンギン放送局～』（2022年 - 2023年、全48回、ポプラキミノベル公式サイト内ペンギン放送局、ほか複数）
パーソナリティは和多田美咲と藤澤奨。ほかにキミノベルキャラクターの「のべぺん」を高野麻里佳が担当。文化放送・開局70周年を記念した共同事業だった。